# Бардах, Николас
Николас Бардах (нем. Nicholas Bardach; род. 1954, Фредериктон, Канада) — немецкий музыкант-ударник канадского происхождения.
Окончил Брюссельскую консерваторию. В 1975—1978 гг. совершенствовал своё мастерство в Кёльнской высшей школе музыки под руководством Кристофа Каскеля.
С 1978 г. ударник и литаврист Бохумского симфонического оркестра. Выступал как солист со своим коллективом при исполнении сочинений Оливье Мессиана, Пьера Булеза, Карлхайнца Штокхаузена, Бруно Мадерны. Концертировал и записывался вместе с такими музыкантами, как Стив Райх, Ивлин Гленни, Табеа Циммерман, Ги Туврон.
Предметом особого интереса Бардаха является игра на пиле. Первоначальный импульс этому увлечению задала пьеса Бернда Алоиса Циммермана «Тишина и возвращение» (нем. Stille und Umkehr), которую ему довелось исполнять в 1988 году. Бардах выступает с сольными концертами как исполнитель на пиле, участвует в мировом фестивале исполнителей на пиле в Нью-Йорке (англ. New York City Musical Saw Festival).
Бардаху принадлежит ряд переложений и аранжировок (в частности, инструментовка четырёх пьес из цикла М. П. Мусоргского «Картинки с выставки» для виолончели и арфы). С 1998 г. он преподаёт в Ахенской высшей школе музыки.